# オールスター歌合戦
『オールスター歌合戦』（オールスターうたがっせん）は、1955年と1956年の2回に渡って、ラジオ東京（現：TBSラジオ）とラジオ東京テレビ（現：TBSテレビ）で同時放送（生放送）された年末特別番組（歌謡番組）である。2回とも化粧品メーカー・金鶴香水株式会社（後の丹頂株式会社、現：マンダム）の一社提供。
なお1956年放送版の正式タイトルは、『オールスター丹頂歌合戦』と、冠が付いたタイトルとなっている。

## 概要
1955年4月1日に開局したラジオ東京テレビが、初めて放送した音楽系年末特別番組であり、この年開催されるNHK『第6回NHK紅白歌合戦』の対抗番組、それもほぼ同じ放送枠に真っ向からぶつけた。そして内容も『NHK紅白歌合戦』同様、男女対抗形式としたが、『紅白』の組み分けが「紅組」「白組」となってるのに対し、当番組は「男性軍」「女性軍」とし、また『紅白』は全歌手が歌い終わった所で審査をするのに対し、当番組は1回戦が終わるたびに審査するという方法だった。
翌1956年は放送枠を19時台に繰り上げて3時間番組にし、この年開催の『第7回NHK紅白歌合戦』との重複も1時間に減らした。またパートを2部に分け、21:00までは前年同様に歌合戦としたが、『紅白』と被る21:00以降は「隠し芸」とした。
全2回で終了、翌1957年からは『オールスター大行進』に変更、21:00までの2時間は歌謡番組にしながらも、男女対抗を止めて一般的な歌謡ショーとし、21:00以降はバラエティにしたが、1961年以降は歌謡パートのみの2時間番組にした。

## 放送時間
| 放送年 | 放送時間（JST） | 放送時間（JST） |
| 放送年 | ラジオ          | テレビ          |
| ------ | --------------- | --------------- |
| 1955年 | 21:00 - 23:00   | 20:50 - 23:00   |
| 1956年 | 19:00 - 22:05   | 19:00 - 22:00   |

## 出演者

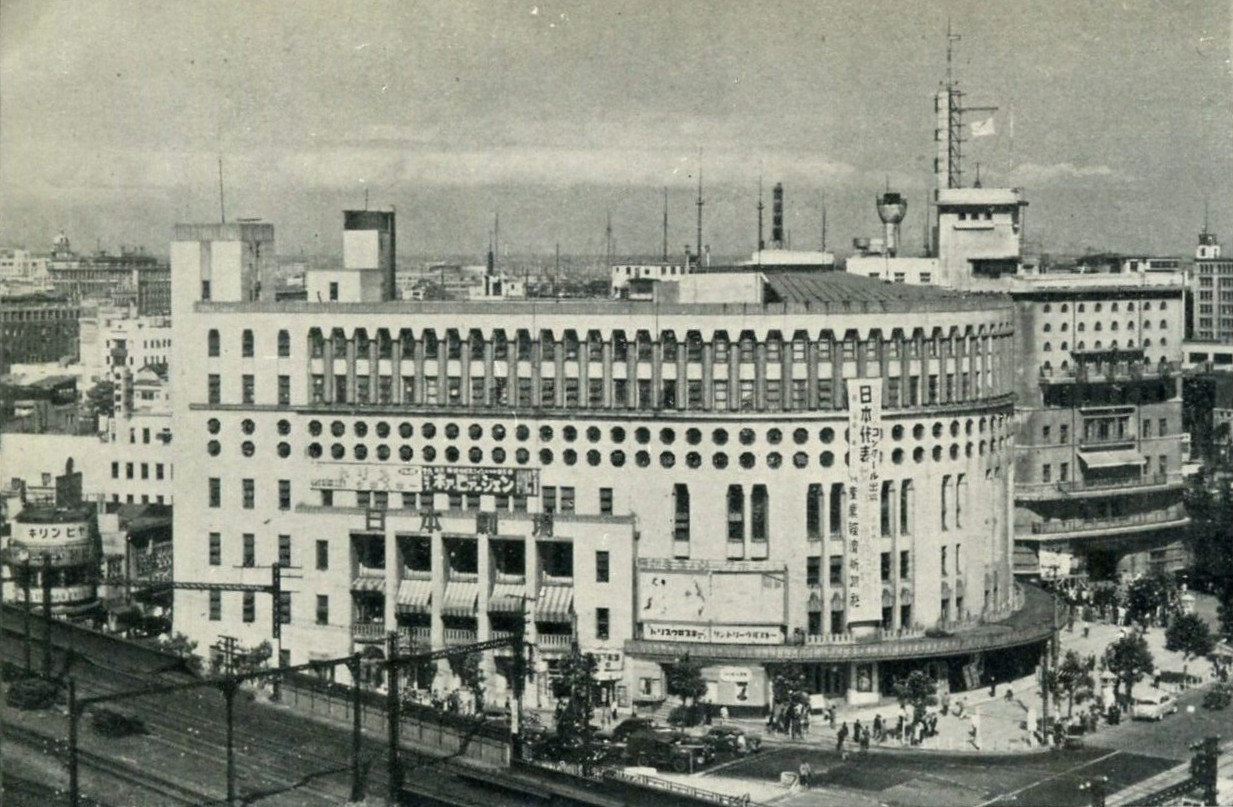
1955年版の生放送が行われた「日本劇場」

### 1955年

#### 司会
- 有島一郎

#### 応援団長
- 堺駿二（男性軍）
- 三味線豊吉（女性軍）

#### 男性軍歌手
- 灰田勝彦、伊藤久男、近江俊郎、白根一郎、青木光一、高田浩吉、春日八郎 他

#### 女性軍歌手
- 美空ひばり、島倉千代子、菅原都々子、淡谷のり子、沢村ミツ子、笠置シヅ子、コロムビア・ローズ ほか[1]

### 1956年

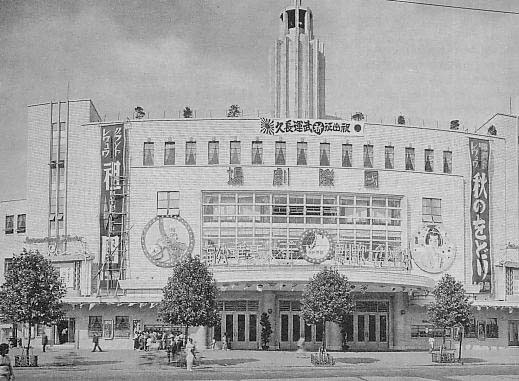
1956年版の生放送が行われた「浅草国際劇場」

#### 司会
- コロムビア・トップ・ライト
  - コロムビア・トップは女性軍応援団長、コロムビア・ライトは男性軍応援団長も兼任。

#### 審判
- 桂小金治

#### 女性軍歌手
- 美空ひばり、山本富士子、神楽坂淳子、青木はるみ、沢村ミツ子、宮城まり子、島倉千代子、野村雪子、花村菊江

#### 男性軍歌手
- 伴淳三郎、森繁久彌、高田浩吉、二代目大川橋蔵、青木光一、鶴田浩二、三浦洸一、北上弥太郎、勝新太郎、フランク永井、石原裕次郎[2]

## 公開場所
- 1955年は日本劇場、1956年は浅草国際劇場で公開された。
- なお日本劇場は、後身の『オールスター大行進』の歌謡パートでも、（一部回を除き）使われた。

## 備考
- 2002年1月発刊「TBS50年史」の137頁に、1955年版のステージ風景の写真が掲載されており、それによると、ステージ上には金鶴香水の当時の社紋「丹頂鶴マーク」と、当時のラジオ東京テレビの社紋「KRTマーク」が掲げられ、また両脇には金鶴の主力商品「丹頂チック」を模したセットと、「丹頂チック」を初めとする金鶴製品の垂れ幕が掲げられていた。
- 本番組に対抗する意味合いでNHKは1955年・1956年の紅白を宮田輝・高橋圭三（共に当時NHKアナウンサー且つ同期）の両組男性司会とした[3][4]。